# Vespinae
Vespinae – podrodzina obejmująca około 70 gatunków społecznych owadów błonkoskrzydłych z rodziny osowatych (Vespidae).
Występują w Holarktyce i w krainie orientalnej.
Największą różnorodność gatunków odnotowano w Azji Południowo-Wschodniej. Tylko w tym regionie świata występują przedstawiciele wszystkich 4 współcześnie żyjących rodzajów zaliczanych do Vespinae: 
- Dolichovespula
- Provespa
- Vespa
- Vespula

Rodzaje wymarłe:
- †Palaeovespa